# Gundahar
Gundahar také Gundaharius či Gunther (4. století? - 437) byl králem Burgundů na počátku 5. století. Je prvním historicky doloženým králem Burgundů. Není jasné, zda vládl sám či společně s bratry, ale současník Olympiodorus Thébský naznačil, že nebyl jediným vládcem. Prosper z Akvitánie ho popisoval s titulem rex (král). Zdroje ho zmiňují jako vládce Burgundů krátce poté, co překročili Rýn do římské Galie.
Většina Burgundů překročila Rýn v roce 406/407 spolu s mnoha dalšími germánskými kmeny. Gundahar je poprvé doložen na prohlášení Jovina císařem v provincii Germania Inferior z roku 411 a je prokázáno, že společně s Goarem, králem Alanů byl zapojen do Jovinova tažení v jižní Galii. Po Jovinově porážce v roce 413 římský magister militum Constantius Gundahara a jeho lid přesídlil na levý břeh Rýna jako římské foederaty. Na základě pozdějšího hrdinského eposu Píseň o Nibelunzích mnoho učenců označuje oblast přesídlení Burgundů do okolí Wormsu.
V první polovině 5. století se Burgundi dostali pod rostoucí tlak Hunů, pravděpodobně jako reakce na Gundaharův útok na římskou provincii Belgica Prima v roce 435, která se rozkládala kolem Trevíru. Burgundi byli poraženi římským vojevůdcem Flaviem Aetiem, který i přesto, že potvrdil práva Gundahara a jeho lidu na vlastní království, následující rok v doprovodu hunských žoldáků království Burgundů znovu napadl a zničil. Podle Prospera z Akvitánie byl Gundahar a většina šlechty při napadení zabita. Přeživší Burgundy Aetius přesídlil na území Savojska při horní Rhôně.
Sbírka zákonů Lex Burgundionum z konce 5. a počátku 6. století, kterou nechal sepsat burgundský král Gundobad, zmiňuje čtyři starší burgundské krále, Gibicu, Godomara, Giselhera a Gundahara. Nezmiňuje se však o rodinném vztahu mezi těmito králi. Všechni zmínění králové se s mírně upravenými jmény objevují v hrdinském eposu Píseň o Nibelunzích. Gibica v eposu představuje Gundaharova otce. Gundahar v eposu vystupuje jako wormský vládce Gunther, zatímco Godomar I. a Giselher jsou popisovaní jako jeho bratři. Godomar v eposu nese jméno Gernot.

## Seznam burgundských králů
| Seznam burgundských králů Zdroje se často rozcházejí a tak data o králích Burgundska nemusejí být přesné                                                                  |                                                                                       |                                                                                               |                                                                                               |
| Sbírka zákonů Lex Burgundionum: Hlava III, De la liberté de nos esclaves, cituje jména Gundobadových předků v « královské paměti»: Gibica, Godomar I., Giselher, Gundahar |                                                                                       |                                                                                               |                                                                                               |
| Germánie - Porýní |                                                                                       |                                                                                               |                                                                                               |
| Gibica ? Historický nebo mytický předek burgundských králů |                                                                                       |                                                                                               |                                                                                               |
| Godomar I. ? | Giselher ?                                                                            | Gundahar ?                                                                                    | Gundahar ?                                                                                    |
| Vládli ve stejnou dobu, nebo jeden po druhém? |                                                                                       |                                                                                               |                                                                                               |
| Království ve Wormsu ? |                                                                                       |                                                                                               |                                                                                               |
| Gundahar († asi 436/437 ?) |                                                                                       |                                                                                               |                                                                                               |
| Vládl Sapaudii, (Ženevský region) a rozšířil království do údolí Rhôny a Saôny                                                                                            |                                                                                       |                                                                                               |                                                                                               |
| Gondioch († asi 463-473 ?) | Gondioch († asi 463-473 ?)                                                            | Chilperich I. († asi 476 ?)                                                                   | Chilperich I. († asi 476 ?)                                                                   |
| Chilperich I. po smrti Gondiocha vládl sám († asi 476 ?) Neměl mužské potomky                                                                                             |                                                                                       |                                                                                               |                                                                                               |
| Čtyři synové Gondiocha |                                                                                       |                                                                                               |                                                                                               |
| Godomar II. († datum úmrtí neznámé, ale před rokem 476. Nevládl) | Chilperich II. († datum úmrtí neznámé, ale před rokem 476. Nevládl) Otec Chrodechildy | Godegisel manželka Theodelinda                                                                | Gundobad manželka Carétène († 516)                                                            |
| Godegisel († 500) | Godegisel († 500)                                                                     | Gundobad († 516)                                                                              | Gundobad († 516)                                                                              |
| Gundobad po smrti Godegisela vládl sám († 516) |                                                                                       |                                                                                               |                                                                                               |
| Gundobad († 516) | Gundobad († 516)                                                                      | Zikmund kolem roku 494 se oženil s ostrogótskou princeznou, dcerou krále Theodoricha Velikého | Zikmund kolem roku 494 se oženil s ostrogótskou princeznou, dcerou krále Theodoricha Velikého |
| Zikmund († 523) |                                                                                       |                                                                                               |                                                                                               |
| Godomar III. († po roce 534) |                                                                                       |                                                                                               |                                                                                               |
| V roce 534 království Burgundů zaniklo, stalo se součástí franské říše. Území rozděleno mezi franské krále.                                                               |                                                                                       |                                                                                               |                                                                                               |